# Kumru
Kumru ist eine Stadtgemeinde (Belediye) im gleichnamigen Ilçe (Landkreis) der Provinz Ordu am Schwarzen Meer und gleichzeitig eine Gemeinde der 2013 geschaffenen Büyüksehir belediyesi Ordu (Großstadtgemeinde/Metropolprovinz) in der Türkei. Seit der Gebietsreform 2013 ist die Gemeinde flächen- und einwohnermäßig identisch mit dem Landkreis. Dieser grenzt im Süden an die Provinz  Tokat.
Die Stadt liegt ca. 53 km südwestlich der Provinzhauptstadt Altınordu. Die Jahreszahl 1960 im Stadtlogo deutet auf das Jahr der Erhebung zur Gemeinde (Belediye) hin.
Kumru war eine Untereinheit (Nahiye) im Kreis Fatsa, bestehend aus 32 Dörfern. 1960 wurde Kumru ausgegliedert und als Kreis eigenständig (Gesetz Nr. 7033).
(Bis) Ende 2012 bestand der Landkreis neben der Kreisstadt aus den beiden Stadtgemeinden (Belediye) Fizme und Yukarıdamlalı sowie 28 Dörfern (Köy), die während der Verwaltungsreform 2013 in Mahalle (Stadtviertel, Ortsteile) überführt wurden, die sieben bestehenden Mahalle der Kreisstadt blieben erhalten. Den Mahalle steht ein Muhtar als oberster Beamter vor.
Ende 2020 lebten durchschnittlich 746 Menschen in jedem dieser 70 Mahalle, 3.641 Einw. im bevölkerungsreichsten (Samur Mah.).